# Вакуна
Вакуна (лат. Vacuna) — сабінське божество, яке ототожнювалося з Вікторією, а також з Венерою, Мінервою й Керерою.